# Campeonato Sudamericano de Hockey sobre césped femenino de 2018
El Campeonato Sudamericano de Hockey sobre césped femenino de 2018 se disputó del 29 de mayo al 7 de junio de 2018 en el Estadio Felix Capriles, Cochabamba, Bolivia.

## Grupo A
| Equipo    | Pts | PJ | V | E | D | GF | GC | DIF |
| --------- | --- | -- | - | - | - | -- | -- | --- |
| Argentina | 6   | 2  | 2 | 0 | 0 | 33 | 0  | +33 |
| Brasil    | 3   | 2  | 1 | 0 | 1 | 1  | 13 | -12 |
| Perú      | 0   | 2  | 0 | 0 | 2 | 0  | 22 | -22 |

### Resultados
| 30 de mayo de 2018 13:00 |      |      |  |  |
| Argentina                | 21–0 | Perú |  |  |

| 1 de junio de 2018 13:00 |      |           |  |  |
| Brasil                   | 0–13 | Argentina |  |  |

| 3 de junio de 2018 11:00 |     |        |  |  |
| Perú                     | 0–1 | Brasil |  |  |

## Grupo B
| Equipo   | Pts | PJ | V | E | D | GF | GC | DIF |
| -------- | --- | -- | - | - | - | -- | -- | --- |
| Uruguay  | 7   | 3  | 2 | 1 | 0 | 13 | 1  | +12 |
| Chile    | 7   | 3  | 2 | 1 | 0 | 12 | 1  | +11 |
| Bolivia  | 3   | 3  | 1 | 0 | 2 | 4  | 13 | -9  |
| Paraguay | 0   | 3  | 0 | 0 | 3 | 1  | 15 | -14 |

### Resultados
| 30 de mayo de 2018 11:00 |     |          |  |  |
| Chile                    | 5–0 | Paraguay |  |  |

| 30 de mayo de 2018 15:00 |     |         |  |  |
| Uruguay                  | 6–0 | Bolivia |  |  |

| 1 de junio de 2018 11:00 |     |         |  |  |
| Paraguay                 | 1–4 | Bolivia |  |  |

| 1 de junio de 2018 11:00 |     |       |  |  |
| Uruguay                  | 1–1 | Chile |  |  |

| 3 de junio de 2018 13:00 |     |         |  |  |
| Chile                    | 6–0 | Bolivia |  |  |

| 3 de junio de 2018 15:00 |     |         |  |  |
| Paraguay                 | 0–6 | Uruguay |  |  |

### 7 Puesto
| 5 de junio de 2018 10:30 |     |          |  |  |
| Perú                     | 1–4 | Paraguay |  |  |

### 5 Puesto
| 7 de junio de 2018 10:30 |     |          |  |  |
| Bolivia                  | 1–2 | Paraguay |  |  |

## Segunda fase

### Semifinales
| 5 de junio de 2018 13:00 |     |       |  |  |
| Argentina                | 2–0 | Chile |  |  |

| 5 de junio de 2018 15:30 |     |        |  |  |
| Uruguay                  | 6–0 | Brasil |  |  |

### 3 puesto
| 7 de junio de 2018 13:00 |     |        |  |  |
| Chile                    | 7-0 | Brasil |  |  |

### Final
| 7 de junio de 2018 15:30 |     |         |  |  |
| Argentina                | 8–0 | Uruguay |  |  |

| Campeón del Campeonato Suramericano 2018 |
| ---------------------------------------- |
| Argentina Séptimo título                 |

## Clasificación general
| Pos | Equipo    |
| --- | --------- |
| 1   | Argentina |
| 2   | Uruguay   |
| 3   | Chile     |
| 4   | Brasil    |
| 5   | Paraguay  |
| 6   | Bolivia   |
| 7   | Perú      |